# Luwero
Luwero – miasto w Ugandzie, stolica dystryktu Luwero.